# Produkthaftpflichtversicherung
Die erweiterte Produkthaftpflichtversicherung ist eine Zusatzdeckung innerhalb der Betriebshaftpflichtversicherung, welche mit besonderen Versicherungssummen und Selbstbeteiligungen belegt ist. Mit der Produkthaftpflichtversicherung werden Lücken der Betriebshaftpflichtversicherung zur Abdeckung der Produkthaftpflichtrisikos geschlossen (z. B. Schäden an der gelieferten Sache selbst, Weiterfresserschäden, vertragliche Ansprüche des Geschädigten an einer ordnungsgemäßen Vertragserfüllung, Schadensfälle die sich im Ausland ereignet haben). Diese Erweiterung ist insbesondere für Hersteller bzw. Quasihersteller von Roh- oder Zwischenprodukten erforderlich. Versichert werden Schadensersatzansprüche Dritter auf reine Vermögensschäden (sog. Kostenschäden) aus
- dem Fehlen zugesicherter Eigenschaften: hier werden zunächst nur konventionelle Personen- und Sachschäden abgedeckt, deren Ersatz aufgrund besonderer Zusage verschuldensabhängig geschuldet ist;
- Weiterbearbeitung und Weiterverarbeitung;
- Verbindung oder Vermischung mit anderen Produkten;
- Ausbau des eigenen mangelhaften Produktes und Einbau eines mangelfreien Produktes;
- Herstellung mangelhafter Produkte durch gelieferte mangelhafte Maschinen.

Der Deckungsgewinn der Produkthaftpflichtversicherung liegt in der Einbeziehung von reinen Vermögensschäden (AHB Ziff. 2.1) in den Versicherungsschutz, die zudem sich als auf Erfüllung der vertraglichen Verpflichtungen des VN gerichtet darstellen (AHB Ziff. 1.2), also auf die Kosten der mangelbedingt vergeblichen Weiterverarbeitung bzw. Veredelung.
Die Deckungserweiterung ist geboten für alle Versicherungsnehmer, deren Erzeugnisse im Zuge arbeitsteiliger Weiterverarbeitung durch Dritte verändert oder verbaut werden. Sie sind zudem sinnvoll für Handwerksbetriebe, die privaten Letztverbrauchern verschuldenunabhängig nicht nur auf Nachlieferung, sondern auf Ersatz vergeblicher Aufwendungen haften (etwa den Verbau zugekaufter Ware. z. B. Wand- oder Bodenfliesen).
Keinen Versicherungsschutz bieten die Versicherer für Schäden am eigenen Produkt des Versicherungsnehmers oder für eine Nachlieferung eines mangelfreien Produktes. Vom Versicherungsschutz ausgeschlossen sind zudem Ansprüche
- aufgrund Lieferung von Sachen, die mit einem Rechtsmangel behaftet sind;
- wegen Schäden, die auf bewusstes Abweichen von gesetzlichen oder behördlichen Vorschriften sowie von Anweisungen oder Bedingungen des Auftraggebers zurückzuführen sind;
- aus Sach- und Vermögensschäden durch Erzeugnisse, deren Verwendung oder Wirkung im Hinblick auf den konkreten Verwendungszweck nicht nach dem Stand der Technik oder in sonstiger Weise erprobt waren (Erprobungsklausel). Insbesondere bei Spezialanfertigungen kann strittig sein, was eine ausreichende Erprobung darstellt, weshalb die Erprobungsklausel regelmäßig Gegenstand von Auseinandersetzungen zwischen Versicherungsnehmern und Produkthaftpflichtversicherern ist.

Die Produkthaftpflichtversicherung grenzt sich ab von der Rückrufkostenversicherung, die für Händler und Hersteller einerseits und für Kfz-Zulieferer angeboten wird.